# Bobby Solo
Bobby Solo (Roma, 18 de março de 1945) é o nome artístico do cantor Roberto Satti, chamado de Elvis Presley italiano.
Bobby Solo estreou no Festival de Sanremo em 1964 cantando Una lacrima sul viso mas, em razão de um problema vocal, teve de cantar em playback, fato que impediu sua vitória, por não ser permitida tal forma de apresentação. A canção tornou-se sucesso mundial. Ele venceu o mesmo Festival, no ano seguinte, com a canção Se piangi se ridi, tendo representado a Itália com essa canção no Festival Eurovisão da Canção 1965, onde terminou em quinto lugar. Voltou a vencer o Festival de Sanremo em  1969, cantando Zingara, de sua autoria com Iva Zanicchi.

## Festival de Sanremo
Bobby Solo participou 12 vezes do Festival de Sanremo, com as seguintes canções:
- 1964 – Una lacrima sul viso
- 1965 – Se piangi se ridi
- 1966 – Questa volta
- 1967 – Canta ragazzina
- 1969 – Zingara
- 1970 – Romantico blues
- 1972 – Rimpianto
- 1980 – Gelosia
- 1981 – Non posso perderti
- 1982 – Tu stai
- 1984 – Ancora ti vorrei
- 2003 – Non si cresce mai